# Dimorphanthera alpina
Dimorphanthera alpina är en ljungväxtart som beskrevs av J. J. Smith. Dimorphanthera alpina ingår i släktet Dimorphanthera och familjen ljungväxter. Utöver nominatformen finns också underarten D. a. pubigera.